# 渡辺秀武
渡辺 秀武（わたなべ ひでたけ、1941年〈昭和16年〉9月16日 - 2007年〈平成19年〉8月25日）は、静岡県富士市出身のプロ野球選手（投手）、スカウト。
愛称は「メリーちゃん」。

## 経歴
富士高校卒業後の1960年に本州製紙へ入社するが、後に日本軽金属へ移籍。1963年の都市対抗では河合楽器に補強され出場し、電電四国との1回戦で好リリーフを見せ、勝利投手となるなど活躍。チームの準決勝進出に貢献するが、積水化学に敗退した。この時のチームメイトに一枝修平がいる。
大会終了後の8月23日に読売ジャイアンツへ入団し、二軍では3年目の1965年に防御率1.83でイースタン・リーグ最優秀防御率に輝いたが、最初の3年間は僅か3勝と低迷。大柄な体格の割にはマウンド上での気の弱さも相まって「メリーちゃん」のあだ名で呼ばれた。ただし、そもそもの名の由来は武宮敏明寮長が、バャリースオレンヂのテレビCMに出ていたチンパンジーの「メリーちゃん」を「渡辺に似ている」と言った事が始まりである。
1965年には金田正一が巨人に移籍してきたが、キャンプで同室になった渡辺は、恐ろしいほどのランニング量で知られる金田の練習に付き合い、さらに食事や金田式体操法などの徹底した自己管理まで、400勝投手の秘密を吸収。金田のことを「僕がもっとも影響を受けた人」と語る渡辺は、その後も自宅が隣になったこともあって金田との付き合いが続いた。
1966年のオープン戦中、雨で中止になった日に、先発予定であった渡辺は仕方なく室内練習場でピッチングを始めた。先発が流れて気の抜けた渡辺は遊びで杉浦忠を真似てアンダースローで投げたところ、伸びのある直球が行った。これを見つけた藤田元司コーチの勧めで下手投げに転向してから頭角を現し、同年に初の2桁となる13勝、リーグ8位の防御率2.34を挙げる。以降は堀内恒夫や高橋一三と並んで、V9時代の巨人の主戦投手として活躍。アンダースローからの重い速球を武器に、しばしば思い切りよく内角を攻め、1972年までの7シーズンで6度の2桁勝利を記録。
1967年も2年連続で13勝6敗を記録し、1968年は21試合登板で僅か1勝に留まったが、二軍では9月3日の東京戦でノーヒットノーランを達成。1970年には平松政次（25勝）に次ぐリーグ2位の23勝とチームトップの勝ち星を挙げると共に、5月18日の広島戦（後楽園）でノーヒットノーランを達成。スコアは2-0、四死球2、奪三振6という内容であり、一軍と二軍の両方で達成したのは渡辺が唯一である。同年のロッテとの日本シリーズでは3試合に登板し、第4戦でシリーズ初先発を果たすが、3点を先取した1回裏に井石礼司に代打満塁本塁打を喫し3回途中で降板した。
1971年にはオールスターゲームでも先発の江夏豊の9連続三振の後を受けて2番手で登板し、2イニングを二塁手の失策による出塁だけに抑えて無安打に抑え、この後、高橋一三、水谷寿伸、小谷正勝と繋いで全セは継投によるノーヒットノーランを達成している。7月28日の広島戦（広島市民）では8回二死までパーフェクトに抑えていたがポテンヒットを打たれて大記録を逃したが、8月4日の大洋戦（川崎）では伊藤勲、米田慶三郎、坂井勝二からリーグ史上3人目の三者連続三球三振の記録を達成している。
1973年1月23日に高橋善正との交換トレードで日拓ホームフライヤーズに移籍するが、日拓は巨人と同じ後楽園を本拠地としていたことから勝手は分かっていたため、転居の必要もなく、加えて当時は連係プレーなどの実技面で巨人以上のことをやっているチームはなかったことから、移籍にあたっては楽であったという。同年はチーム最多の34試合に先発し11勝を挙げるが、1974年に4勝に終わって以降は成績が低迷。
1975年12月2日に坂井勝二との交換トレードで大洋ホエールズへ移籍し、1976年は41試合登板で3勝7敗1セーブを記録。1977年には川崎球場最後の開幕投手を務めたが、僅か1勝に終わり、12月5日に田中由郎との交換トレードで奥江英幸と共にロッテオリオンズへ移籍。チームを転々とする一方で、移籍先がいずれも在京球団であったことから、全く引っ越しをせずに過ごした。
1978年には野村克也と合計年齢が80歳にもなろうかというバッテリーを組み、以前在籍していた日本ハムに対して勝ち星を挙げれば、当時達成者のいなかった『全12球団からの勝利投手』になるとの話題があったが、実際に日本ハム戦にも登板機会はあったものの達成できなかった。同年には11試合に登板したが、2試合が引き分けで、8月25日の後楽園では3-3の同点で8回からマウンドに上がり1回を抑えると、9回表にロッテが1点を勝ち越し、9回裏を押さえれば大記録達成というところまで来たが、そのままマウンドに上がった渡辺は緊張したのか、あっという間に3長短打を浴びて逆転サヨナラ負けを食らった。当時、渡辺はトレード話があっても、引っ越しをしなくてはならないなら辞めるが、移籍先がパ・リーグなら行こうと考えていたという。しかし、同年オフに古葉竹識監督に熱心に誘われ、11月27日に望月卓也・平田英之・劔持節雄との交換トレードで、金田留広と共に広島へ移籍。記録達成を断念したが、1979年と1980年のリーグ優勝・日本シリーズ連覇に貢献。
1982年に当時の通算与死球日本タイ記録保持者であった渡辺は、引退試合に与死球日本新記録を狙うことを決意、古葉にその心中を打ち明けた。古葉は最初は戸惑ったが、渡辺の熱意と、決して怪我をさせるようなことはしないという言葉を信じて挑戦を許した。10月16日の阪神戦（広島市民）に1イニングの予定でマウンドに上がり、わざと緩い球を内角に投げ続けたがことごとく避けられる。3番平田勝男には緩い直球で背中を狙うが、ひらりとよけられて背中を通過し、3ゴロを打たれる。続く4番藤倉一雅には緩いフォークを連投したが、空振り三振に終わる。2アウトまで来て、左の吉竹春樹に対し得意のスライダーをインコースに投げて成功し、ベンチに戻ると古葉から祝福の言葉をかけられたという。成功した時は「殺人鬼のような記録だ」との声もあったが、自身は後に「狙わなかったらプロとして失格」と語っている。なお、記録は後に東尾修に塗り替えられている。
引退後は広島の東京駐在スカウト（1983年 - 2006年）として活動し、川端順・長冨浩志・山内泰幸・澤崎俊和・新井貴浩・栗原健太らを獲得。1998年のドラフトで広島に入団した新井は、当時守備でエラーばかりしていたため、渡辺が「プロでは無理」と断った。ところが新井に「契約金はいらないから入団したい」と言われ、また当時監督に就任した達川晃豊らに「指名してやってくれ」と頼まれたことから、やむなく6位で指名した。新井は、結果的には後に広島の4番として本塁打王（2005年）、阪神移籍後には打点王（2011年）を獲得し、通算2000安打を達成する強打者となり、2023年シーズンから広島の監督に就任した。
2007年8月25日、肺炎のため浜松市の病院で死去。65歳没。

## 詳細情報

### 年度別投手成績
| 年 度      | 球 団         | 登 板 | 先 発 | 完 投 | 完 封 | 無 四 球 | 勝 利 | 敗 戦 | セ 丨 ブ | ホ 丨 ル ド | 勝 率 | 打 者 | 投 球 回 | 被 安 打 | 被 本 塁 打 | 与 四 球 | 敬 遠 | 与 死 球 | 奪 三 振 | 暴 投 | ボ 丨 ク | 失 点 | 自 責 点 | 防 御 率 | W H I P |
| ---------- | ------------- | ----- | ----- | ----- | ----- | -------- | ----- | ----- | -------- | ----------- | ----- | ----- | -------- | -------- | ----------- | -------- | ----- | -------- | -------- | ----- | -------- | ----- | -------- | -------- | ------- |
| 1964       | 巨人          | 15    | 11    | 2     | 1     | 0        | 2     | 5     | --       | --          | .286  | 260   | 61.1     | 66       | 10          | 22       | 0     | 0        | 23       | 1     | 0        | 36    | 35       | 5.16     | 1.43    |
| 1965       | 巨人          | 5     | 1     | 0     | 0     | 0        | 1     | 0     | --       | --          | 1.000 | 41    | 10.1     | 10       | 1           | 1        | 0     | 0        | 4        | 0     | 0        | 2     | 2        | 1.80     | 1.06    |
| 1966       | 巨人          | 42    | 14    | 6     | 1     | 2        | 13    | 6     | --       | --          | .684  | 599   | 154.1    | 124      | 14          | 20       | 4     | 7        | 66       | 0     | 0        | 42    | 40       | 2.34     | 0.93    |
| 1967       | 巨人          | 34    | 18    | 10    | 1     | 1        | 13    | 6     | --       | --          | .684  | 656   | 159.1    | 153      | 11          | 30       | 4     | 12       | 72       | 3     | 1        | 54    | 45       | 2.55     | 1.15    |
| 1968       | 巨人          | 21    | 6     | 0     | 0     | 0        | 1     | 3     | --       | --          | .250  | 214   | 50.2     | 59       | 9           | 8        | 1     | 3        | 26       | 1     | 0        | 27    | 25       | 4.41     | 1.32    |
| 1969       | 巨人          | 30    | 16    | 6     | 1     | 1        | 10    | 8     | --       | --          | .556  | 541   | 134.1    | 123      | 17          | 26       | 3     | 6        | 87       | 1     | 1        | 56    | 50       | 3.36     | 1.11    |
| 1970       | 巨人          | 42    | 31    | 18    | 7     | 3        | 23    | 8     | --       | --          | .742  | 1011  | 260.1    | 200      | 20          | 39       | 9     | 14       | 183      | 3     | 0        | 75    | 73       | 2.53     | 0.92    |
| 1971       | 巨人          | 38    | 27    | 9     | 2     | 2        | 10    | 12    | --       | --          | .455  | 830   | 207.0    | 178      | 21          | 30       | 6     | 13       | 120      | 1     | 0        | 87    | 75       | 3.26     | 1.00    |
| 1972       | 巨人          | 39    | 23    | 9     | 1     | 3        | 10    | 11    | --       | --          | .476  | 806   | 196.1    | 179      | 16          | 37       | 1     | 13       | 106      | 3     | 1        | 74    | 69       | 3.17     | 1.10    |
| 1973       | 日拓 日本ハム | 43    | 34    | 10    | 3     | 4        | 11    | 14    | --       | --          | .440  | 890   | 214.0    | 220      | 25          | 39       | 1     | 12       | 85       | 1     | 4        | 98    | 86       | 3.62     | 1.21    |
| 1974       | 日拓 日本ハム | 42    | 17    | 4     | 1     | 0        | 4     | 6     | 1        | --          | .400  | 551   | 130.2    | 138      | 15          | 28       | 2     | 9        | 66       | 1     | 3        | 61    | 57       | 3.92     | 1.27    |
| 1975       | 日拓 日本ハム | 31    | 11    | 0     | 0     | 0        | 5     | 8     | 0        | --          | .385  | 452   | 100.0    | 118      | 9           | 25       | 2     | 17       | 27       | 3     | 0        | 57    | 49       | 4.41     | 1.43    |
| 1976       | 大洋          | 41    | 10    | 1     | 0     | 0        | 3     | 7     | 1        | --          | .300  | 435   | 102.1    | 107      | 14          | 27       | 4     | 8        | 40       | 0     | 0        | 54    | 50       | 4.41     | 1.31    |
| 1977       | 大洋          | 12    | 2     | 0     | 0     | 0        | 1     | 0     | 0        | --          | 1.000 | 95    | 18.2     | 33       | 6           | 2        | 0     | 5        | 12       | 0     | 0        | 22    | 22       | 10.42    | 1.88    |
| 1978       | ロッテ        | 36    | 3     | 1     | 0     | 1        | 5     | 3     | 2        | --          | .625  | 395   | 93.0     | 98       | 7           | 21       | 5     | 8        | 44       | 1     | 0        | 48    | 43       | 4.16     | 1.28    |
| 1979       | 広島          | 47    | 1     | 0     | 0     | 0        | 2     | 1     | 2        | --          | .667  | 295   | 73.0     | 66       | 3           | 18       | 3     | 2        | 35       | 3     | 0        | 19    | 18       | 2.22     | 1.15    |
| 1980       | 広島          | 42    | 0     | 0     | 0     | 0        | 3     | 1     | 2        | --          | .750  | 264   | 62.1     | 59       | 2           | 19       | 6     | 8        | 21       | 0     | 0        | 23    | 20       | 2.90     | 1.25    |
| 1981       | 広島          | 43    | 0     | 0     | 0     | 0        | 1     | 1     | 0        | --          | .500  | 218   | 53.1     | 44       | 5           | 12       | 6     | 5        | 22       | 1     | 0        | 20    | 17       | 2.89     | 1.05    |
| 1982       | 広島          | 3     | 0     | 0     | 0     | 0        | 0     | 0     | 0        | --          | ----  | 10    | 2.1      | 1        | 0           | 0        | 0     | 2        | 2        | 0     | 0        | 0     | 0        | 0.00     | 0.43    |
| 通算：19年 | 通算：19年    | 606   | 225   | 76    | 18    | 17       | 118   | 100   | 8        | --          | .541  | 8563  | 2083.2   | 1976     | 205         | 404      | 57    | 144      | 1041     | 23    | 10       | 855   | 776      | 3.35     | 1.14    |

- 各年度の太字はリーグ最高
- 日拓（日拓ホームフライヤーズ）は、1974年に日本ハム（日本ハムファイターズ）に球団名を変更

### 記録
初記録
- 初登板・初先発：1964年3月22日、対国鉄スワローズ2回戦（後楽園球場）、4回1/3を3失点
- 初奪三振：同上、2回表に星山晋徳から
- 初勝利・初完投勝利・初完封勝利：1964年4月5日、対広島カープ3回戦（後楽園球場）
- 初セーブ：1974年9月16日、対太平洋クラブライオンズ後期9回戦（平和台球場）、9回裏2死に3番手で救援登板・完了、1/3回無失点

節目の記録
- 100勝：1975年7月27日、対阪急ブレーブス後期3回戦（阪急西宮球場）、先発登板で7回2/3を2失点　※史上64人目
- 500試合登板：1979年7月4日、対横浜大洋ホエールズ13回戦（横浜スタジアム）、3回裏2死に2番手で救援登板、1/3回無失点　※史上40人目
- 1000奪三振：1980年5月3日、対ヤクルトスワローズ4回戦（広島市民球場）、8回表に大杉勝男から　※史上58人目
- 600試合登板：1981年9月20日、対ヤクルトスワローズ24回戦（広島市民球場）、4回表1死に3番手で救援登板、1回1失点　※史上20人目

その他の記録
- ノーヒットノーラン：1970年5月18日、対広島東洋カープ7回戦（後楽園球場）　※史上42人目
- オールスターゲーム出場：2回 （1970年、1971年）

### 背番号
- 78 （1963年）
- 11 （1964年 - 1972年、1974年 - 1975年）
- 18 （1973年）
- 29 （1976年 - 1977年）
- 26 （1978年）
- 36 （1979年 - 1982年）

## 著書
- 渡辺秀武 『プロ野球 ベンチ裏の変化球』講談社、1983年